# Črešnova
Črešnova este o localitate din comuna Zreče, Slovenia, cu o populație de 97 de locuitori.